# Radio Number One
Radio Number One è un'emittente radiofonica italiana con sede a Bergamo.

## Storia
Radio Number One nacque negli anni settanta a Sarnico con il nome di Radio Trasmissioni Sebine, successivamente mutato in Radiolagouno.
Dal 1995 l'emittente si trasferì a Bergamo in via S. Giorgio e cambiò nome in Radio Number One rilevando alcune emittenti locali e assumendo importanza regionale. La sede venne nuovamente spostata in via Camozzi, nel centro cittadino. L'emittente ha pure una sede in via Melchiorre Gioia a Milano.
Oggi, trasmette in diretta dalle 7 alle 21. Il format musicale è Adult Contemporary, con particolare attenzione ai successi degli anni '80, '90 e 2000. Direttore programmi dell'emittente da ottobre 2023 è Stefano Carboni, mentre Claudio Chiari è responsabile della redazione giornalistica.

## Programmi attuali - fasce di conduzione
- La Combriccola
- Degiornalist | Gli Spaccanotizie
- One Match
- PN1 | Pomeriggio Number One
- Donne al Volante
- Happy Hour
- Weekend N1
- Il Girasole
- Play One
- Gli scombriccolati del mattino
- Gli scombriccolati del weekend

## Palinsesto attuale

### Settimanale
Dalle 5 alle 7 - Gli scombriccolati del mattino con Manuela Doriani, Sergio Sironi e Patrizio Romano
Dalle 7 alle 10 - La Combriccola con Manuela Doriani, Sergio Sironi e Patrizio Romano
Dalle 10 alle 13 - Degiornalist | Gli spaccanotizie con Fabiana e Claudio Chiari
Dalle 13 alle 14 - One Match con Miky Boselli e Agnese
Dalle 14 alle 16 - PN1 | Pomeriggio Number One con Stefano Federici
Dalle 16 alle 19 - Donne Al Volante con Lilly e Agnese 
Dalle 19 alle 21 - Happy Hour con Lukino 

### Sabato
Dalle 7 alle 10 - Gli scombriccolati del weekend con Manuela Doriani, Sergio Sironi e Patrizio Romano
Dalle 10 alle 14 - Weekend N1 con Virginia Costioli
Dalle 14 alle 17 - Weekend N1 con Alvise Salerno
Dalle 17 alle 20 - Play One con Miky Boselli

### Domenica
Dalle 7 alle 10 - Weekend N1 con Manuela Doriani
Dalle 10 alle 14 - Weekend N1 con Virginia Costioli
Dalle 14 alle 17 - Weekend N1 con Alvise Salerno
Dalle 17 alle 20 - Weekend N1 con Miky Boselli

## Conduttori attuali
- Miky Boselli
- Sergio Sironi
- Claudio Chiari
- Laura Basile
- Fabiana Paolini
- Liliana Russo
- Virginia Costioli
- Stefano Federici
- Lukino
- Denny Nardi
- Patrizio Romano
- Andrea Ferrari
- Alessandra Valtolina
- Alvise Salerno
- Manuela Doriani
- Agnese Spinelli

## Diffusione
Radio Number One diffonde le proprie trasmissioni in sette regioni del Nord Italia (Lombardia, Piemonte, Emilia-Romagna, Trentino-Alto Adige, Veneto, Valle d'Aosta e Liguria), in Umbria, nella Svizzera italiana, in Costa Azzurra e nel Principato di Monaco e in streaming su Internet. Sulla A4 il segnale di Number One è ricevibile a ovest dell'area di servizio Scaligera.
L'emittente inoltre dispone di un'applicazione per smart tv per ascoltare Radio Number One anche in tv. 